# Sciara lamprina
Sciara lamprina är en tvåvingeart som beskrevs av Edwards 1933. Sciara lamprina ingår i släktet Sciara och familjen sorgmyggor. Inga underarter finns listade i Catalogue of Life.